# پهناور (جلفا)
پهناور یکی از روستاهای استان آذربایجان شرقی است که در دهستان نوجه‌مهر، بخش سیه‌رود، شهرستان جلفا واقع شده است.

## جمعیت
روستای پهناور با ۴۵ خانوار و ۲۵۰ نفر جمعیت با روستاهای نوجه مهر، نظرکندی، الف آباد، تلکری همسایه بوده و از طرف غرب مشرف به کوه استوار کامتال می‌باشد و همچنین عبور رودخانه گوی چای از قسمت شرقی روستا طبیعت سبزی به آن بخشیده است.

## محصولات
از محصولات باغی روستا می‌توان به انجیر و انار و زردآلو و پسته و خرمالو اشاره نمود و همچنین از محصولات کشاورزی روستا می‌توان به برنج، لوبیا، کنجد و… اشاره کرد.

## مشکلات
از مشکلات روستا می‌توان به نبود خانه بهداشت، نبود امکانات ورزشی مشخصاً سالن یا محل مناسب برای ورزش و سرگرمی جوانان و کودکان، مشکل در دریافت سیگنال مسابقات پخش زنده فوتبال خارجی، نبود پل ارتباطی با طرف دیگر رودخانه، مشکل اینترنت همراه و … اشاره نمود.

## شغل
شغل غالب اهالی این روستا دامداری و کشاورزی می‌باشد.